# Kanton Pau-Sud
Pau-Sud is een voormalig kanton van het Franse departement Pyrénées-Atlantiques. Het kanton maakte deel uit van het arrondissement Pau. Het werd opgeheven bij decreet van 25 februari 2014, met uitwerking op 22 maart 2015.

## Gemeenten
Het kanton Pau-Sud omvatte de volgende gemeenten:
- Aressy
- Assat
- Bizanos
- Meillon
- Pau (deels, hoofdplaats)